# Michail Sergejewitsch Akimenko
Michail Sergejewitsch Akimenko (russisch Михаи́л Сергее́вич Акиме́нко, engl. Transkription Mikhail Sergeyevich Akimenko; * 6. Dezember 1995 in Prochladny, Kabardino-Balkarien) ist ein russischer Leichtathlet, der im Hochsprung antritt. 2019 wurde er bei den Weltmeisterschaften in Doha Vizeweltmeister. Seit 2019 tritt er als einer der Authorised Neutral Athletes (ANA) bzw. für das ROC an.

## Sportliche Laufbahn
Michail Akimenko trat erstmals 2011 bei russischen Meisterschaften an, damals noch im Hürdenlauf. Bereits ein Jahr später gewann er im Hochsprung die Bronzemedaille bei den U20-Europameisterschaften in Rieti mit übersprungenen 2,18 m. Ein Jahr später gewann Akimenko mit 2,24 m die Goldmedaille bei den U20-Weltmeisterschaften in Eugene. Seit diesem Jahr konzentrierte er sich ausschließlich auf den Hochsprung. Die beiden Medaillen, von den Jugendmeisterschaften gewann er jeweils in Saisonbestleistung.
Bei den U23-Europameisterschaften in Tallinn sprang er erneut 2,18 m, wie zwei Jahre zuvor bei den U20-Europameisterschaften. Sie bedeuteten im Finale der sechsten Platz. Im November folgte im Zuge des Enthüllungsskandals um das systematische Staatsdoping die Sperrung des russischen Verbandes, RusAF, weshalb seitdem die Athleten bei internationalen Wettkämpfen nicht als russische Mannschaft antreten dürfen. Seitdem trat Akimenko ausschließlich bei russischen Meisterschaften an. Im September 2019, kurz vor den Weltmeisterschaften in Doha, wurde er zusammen mit 10 weiteren Sportlern ein Authorised Neutral Athlete, jene Sportler, die für die Dauer der Sperrung des Verbandes, nationsunabhängig an internationalen Meisterschaften teilnehmen dürfen.
Im Finale der Weltmeisterschaften gewann Akimenko die Silbermedaille mit persönlicher Bestleistung von 2,35 m, hinter dem einheimischen Topfavoriten Mutaz Essa Barshim. 2020 verbesserte er im Januar seine persönliche Hallenbestleistung auf 2,31 m. 2021 gewann er zum zweiten Mal nach 2019 den Russischen Meistertitel. Anschließend bestätigte er im Laufe der Saison mehrfach seine Saisonbestleistung von 2,33 m, so auch im Finale der Olympischen Sommerspiele in Tokio, für die er sich zum ersten Mal qualifiziert. Insgesamt belegte er darin den sechsten Platz.

## Wichtige Wettbewerbe
| Jahr                                                   | Veranstaltung             | Ort                  | Platz                | Disziplin            | Höhe                 |
| Startet für Russland                                   | Startet für Russland      | Startet für Russland | Startet für Russland | Startet für Russland | Startet für Russland |
| ------------------------------------------------------ | ------------------------- | -------------------- | -------------------- | -------------------- | -------------------- |
| 2013                                                   | U20-Europameisterschaften | Rieti                | 3.                   | Hochsprung           | 2,18 m               |
| 2014                                                   | U20-Weltmeisterschaften   | Eugene               | 1.                   | Hochsprung           | 2,24 m               |
| 2015                                                   | U23-Europameisterschaften | Tallinn              | 6.                   | Hochsprung           | 2,18 m               |
| Startet als Authorised Neutral Athlete und für das ROC |                           |                      |                      |                      |                      |
| 2019                                                   | Weltmeisterschaften       | Doha                 | 2.                   | Hochsprung           | 2,35 m               |
| 2021                                                   | Olympische Sommerspiele   | Tokio                | 6.                   | Hochsprung           | 2,33 m               |

## Persönliche Bestleistungen
- Hochsprung: 2,35 m, 4. Oktober 2019, Doha
  - Hochsprung (Halle): 2,31 m, 16. Januar 2020, Tscheljabinsk